# Geghaszen
Geghaszen – wieś w Armenii, w prowincji Kotajk. W 2011 roku liczyła 3937 mieszkańców.